# Programmed Data Processor

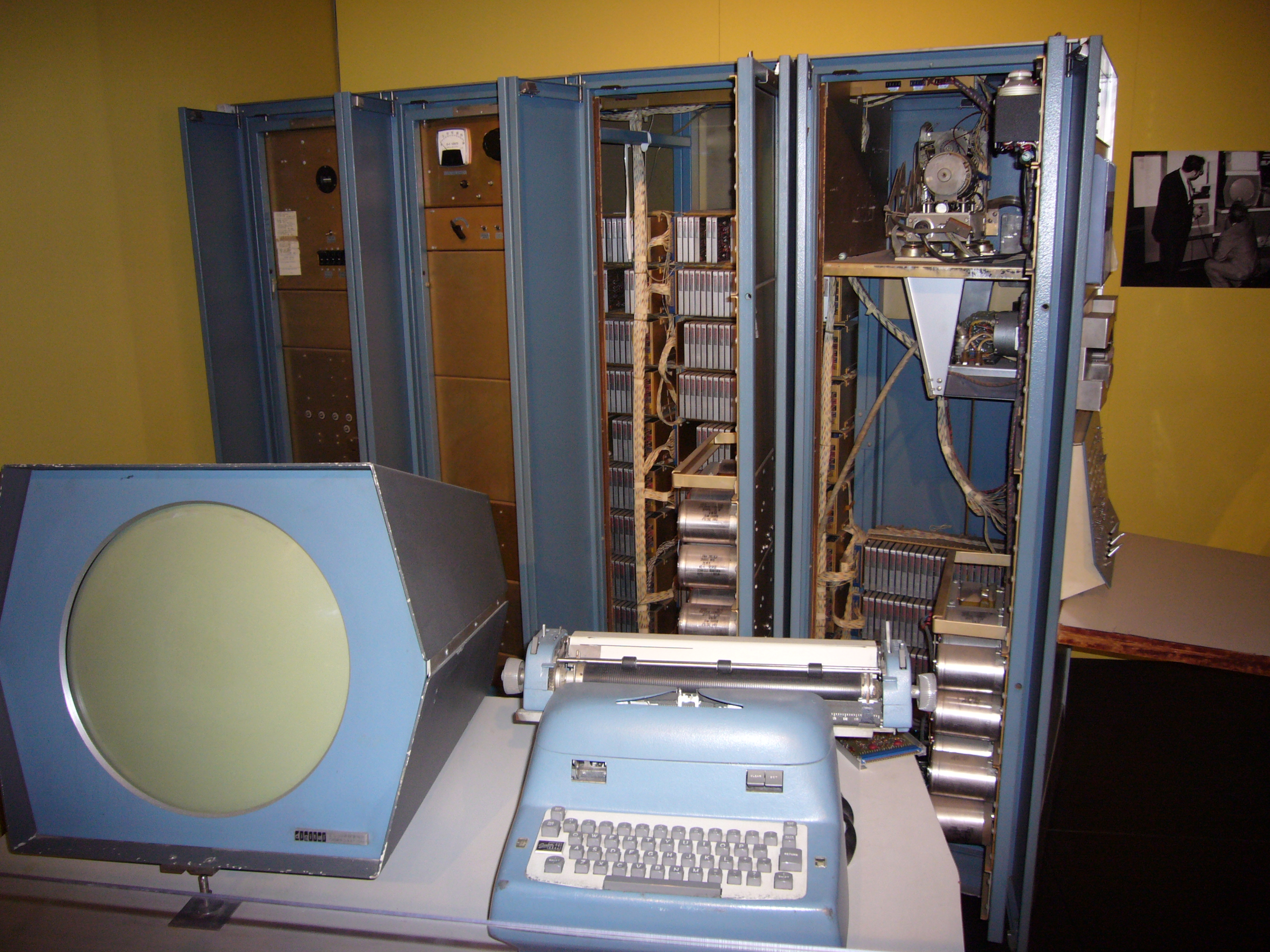
El PDP-1

Els Programmed Data Processor (abreviat PDP) són una sèrie d'ordinadors fabricats per la companyía Digital Equipment Corporation en la dècada del 1960. El nom PDP evita intencionadament la paraula «ordinador», ja que en aquella època els ordinadors tenien la reputació de ser màquines enormes, complicades i cares. Així, els principals inversors de l'empresa no estaven disposats a finançar els intents de Digital de construir un «ordinador».
El PDP-1 va ser el primer ordinador dissenyat i construït per Digital, i és considerat també el primer miniordinador de la història.
Les famílies de PDPs agrupen les diferents versions d'acord amb la longitud de les seves paraules (16 bits, 32 bits, etc.).

## La sèrie PDP
En 1959, la companyía Digital va començar a dissenyar el que fou el seu primer ordinador, el PDP-1.
Des d'ençà, aquesta empresa es dedicà a construir sistemes amb diferents arquitectures:
- PDP-1 (1959): el primer ordinador de Digital, de 18 bits, pel qual va ser dissenyat el que es creu és el primer videojoc de la història, el Spacewar!. Venia acompanyat d'un monitor CTR, la qual cosa demostra l'interès de la companyía en fer accessible els seus ordinadors a tot el món.

- PDP-2 (-): ordinador amb arquitectura de 24 bits, que mai va ser desenvolupat.

- PDP-3: la primera màquina de 36 bits construïda per DEC, va ser un encàrrec d'un client específic(que es creu era una agència d'intel·ligència) en 1960. Similar al PDP-1, però amb paraules de 36 bits.

- PDP-4 (1963): en teoria es tractava d'una versió lenta i barata del PDP-1, però no no va tenir massa èxit comercial.

- PDP-5 (1963): la primera màquina de 12 bits de Digital. Com a característica destacada, l'ordinador utilitzava la posició 0 de la memòria com a comptador de programa (program counter), en comptes d'un registre específic.

- PDP-6 (1964): màquina de 36 bits amb una arquitectura elegant, i una mida superior al dels miniordinadors tradicionals de Digital.

- PDP-7: dissenyat per ser el substitut del PDP-4. La primera versió d'Unix fou dissenyada pels laboratoris Bell en aquest ordinador.

- PDP-8 (1965): ordinador de 12 bits amb un conjunt d'instruccions molt reduït. Va ser el primer gran èxit de Digital, sent considerat el primer «ordinador personal» o miniordinador en arribar al públic general. Moltes escoles, universitats i laboratoris van comprar aquest model. El seu preu era d'uns 18000$, un preu relativament baix si el comparem amb altres ordinadors de propòsit general de l'època.

- PDP-9: successor del PDP-7, va ser la primera màquina microprogramable de Digital.

- PDP-10 (1968): màquina de temps compartit de 36 bits, amb un èxit considerable.

- PDP-11 (1970): el paradigma dels miniordinadors. Una màquina de 16 bits, considerada per molts como el millor conjunt d'instruccions de 16 bits, i un gran èxit de la companyia. El popular VAX és descendent d'aquest ordinador. Aquest model va ser increïblement longeu, durant més de 20 anys, i la seva estructura va ser emulada per molts altres ordinadors, inclòs el Motorola 68000.

- PDP-12, PDP-14, PDP-15, PDP-16: variacions de màquines anteriors, inclosa una d'1 bit (el PDP-12).